# Efrat Gosh

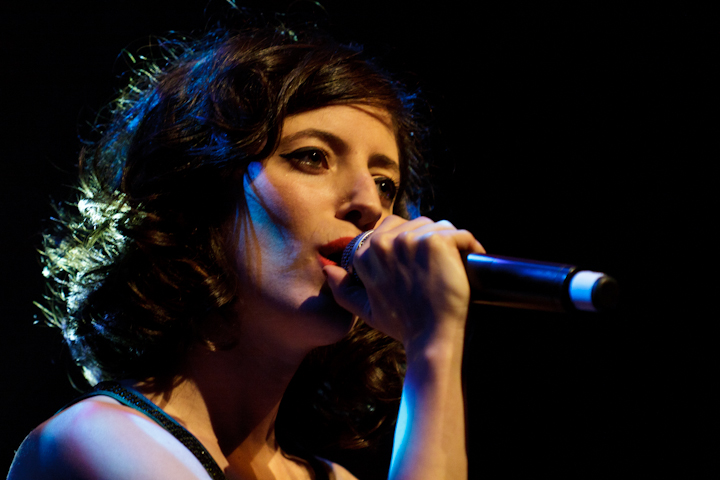
Efrat Gosh (2011)

Efrat Gosh (hebräisch אפרת גוש‎; * 3. November 1983 in Herzlia, Israel) ist eine israelische Pop-Musikerin und Schauspielerin.

## Leben und Karriere
Gosh ist in der israelischen Stadt Herzlia geboren und als mittleres von drei Kindern aufgewachsen. Sie hat den Musik-Zweig des 'Alon'-Gymnasiums in Ramat Hasharon und die 'Rimon'-Musikschule besucht. Dort wurde sie vor allem von Jazz-Musikern wie Billie Holiday, Louis Armstrong und Charlie Parker sowie von Edith Piaf beeinflusst.
Im Jahr 2002 wurde Efrat Gosh von der israelischen Plattenfirma NMR entdeckt, die sie unter Vertrag nahm. Obwohl sie oft live in Israel auftrat, veröffentlichte sie ihr erstes Album, Efrat Gosh, erst 2005. Es erfreute sich in Israel großer Popularität. Zu dieser Zeit begann Efrat Gosh auch als Schauspielerin tätig zu werden. So arbeitete sie unter anderem mit dem Regisseur Amos Kollek. Im Jahr 2007 veröffentlichte sie ihr zweites Solo-Album, Ha-Slicha ve-Ani.

## Diskografie

### Alben
- 2005: Efrat Gosh
- 2007: הסליחה ואני

### EPs
- 2010: אה אה אה אהבה
- 2023: הופעות במפעל הפיס

### Singles (Auswahl)
- 2005: תמיד כשאתה בא
- 2007: לראות את האור
- 2010: אה אה אה